# San Antonio del Cuervo
San Antonio del Cuervo är en ort i Mexiko.   Den ligger i kommunen Indé och delstaten Durango, i den centrala delen av landet, 900 km nordväst om huvudstaden Mexico City. San Antonio del Cuervo ligger 1 821 meter över havet och antalet invånare är 112.
Terrängen runt San Antonio del Cuervo är varierad. San Antonio del Cuervo ligger nere i en dal.  Trakten runt San Antonio del Cuervo är nära nog obefolkad, med mindre än två invånare per kvadratkilometer. Närmaste större samhälle är Santa María del Oro, 16,4 km väster om San Antonio del Cuervo. Omgivningarna runt San Antonio del Cuervo är i huvudsak ett öppet busklandskap.